# Сицилийская держава Агафокла

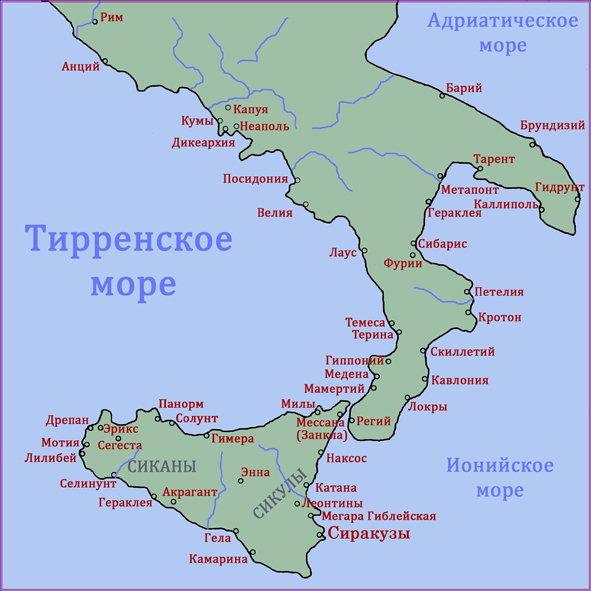
Сицилия и Южная Италия

Сицилийская держава Агафокла — военно-политическое объединение древнегреческих городов Сицилии, созданное Агафоклом и существовавшее в IV—III вв. до н. э.

## Образование
После распада державы Дионисия и последовавших войн и переворотов, Сиракузы стали рядовым городом Сицилии. В них у власти утвердился олигархический Совет из 600 виднейших аристократов.
В 20-х годах IV в. до н. э. Сиракузы вели войну против Акраганта. В этой войне выдвинулся Агафокл, сын Каркина, на собственные средства набравший сильный отряд и зарекомендовавший себя незаурядной личностью и талантливым военачальником. Получив широкую популярность среди неимущих сиракузян, он поддержал их требования о смягчении налогового бремени, переделе земли и отмене долгов.
Быстро растущее влияние Агафокла привело к тому, что сиракузские олигархи изгнали его из Сиракуз. Однако Агафокл набрал наёмное войско, заручился поддержкой городской бедноты и в 316 г. до н. э. ворвался в Сиракузы. Здесь он разогнал олигархическое правительство, некоторых аристократов казнил и в 315 г. до н. э., выбранный стратегом-автократором и присягнув соблюдать политическое устройство Сиракуз, установил свою тиранию.
Для укрепления своей власти Агафокл раздал своим сторонникам и бедным гражданам земли, конфискованные у враждебных ему аристократов, а также набрал хорошо организованное наёмное войско из греков, самнитов, кельтов и этрусков. Ближайшее окружение Агафокла и его правительство составляли командиры наёмников, получившие земли и имущество.

## Расширение державы
Прочно утвердившись у власти, Агафокл начал войну (316—313 гг. до н. э.) с крупными сицилийскими городами (Акрагантом, Мессаной и Гелой), подчинил их и вторгся в карфагенские владения на Сицилии. В 314 году до н. э. по договору между Агафоклом и Карфагеном Гераклея, Селинунт и Гимера остаются во власти Карфагена, как и прежде.
Поначалу война с Карфагеном складывалась для Сиракуз неудачно — они потерпели ряд поражений, особенно крупным из которых было поражение в битве при Ликате в 311 г. до н. э. Однако затем Агафокл, не закончив войну на Сицилии, с 14-тысячным войском высадился в Африке, захватил Гадрумет и Утику и приблизился к Карфагену.
Карфаген, воспользовавшись длительным пребыванием Агафокла вдали от Сиракуз, сумел вызвать недовольство его политикой на Сицилии и спровоцировать восстание греческих городов во главе с Акрагантом. Агафоклу пришлось заключить невыгодный мир с Карфагеном, бросив на произвол судьбы своё войско в Африке, и спешно вернуться на Сицилию. Здесь он сумел подавить восстание только после длительной изнурительной войны. Применяя политику жёстких репрессий и мягкого обращения, Агафокл добился полного подчинения себе всей греческой части Сицилии и признания своей власти Карфагеном (305 г. до н. э.). Тогда же он принял титул «царя сицилийцев» по примеру эллинистических правителей того времени.
Утвердившись на Сицилии, Агафокл начал экспансию в Южной Италии, где захватил города Гиппоний и Кротон. К сицилийскому царю обратились за помощью многие города Южной Италии (в частности, Тарент), теснимые местными племенами бруттиев и луканов. Он смог утвердить свою власть даже над Керкирой и Лефкасом (299 г. до н. э.). Им также были захвачены Липарские острова (304 г. до н. э.), Метапонт, Элея, Неаполь в Южной Италии (ок. 302—289 гг. до н. э.).

## Внешняя политика
Агафоклу удалось создать крупную державу, контролировавшую всю Великую Грецию. Влияние Агафокла возросло до такой степени, что его дружбы искали могущественные эллинистические цари. Он породнился с египетским царём Птолемеем I, женившись на его падчерице Феоксене, и с эпирским царём Пирром, выдав замуж за него свою дочь Ланассу.

## Распад
После смерти Агафокла в 289 г. до н. э. власть перешла к его внуку Архагафосу (убил сводного дядю, сына Агафокла тоже по имени Агафокл). Но вскоре Архагафос был свергнут Меноном, но и тот в свою очередь был устранён Гикетом. Как и держава Дионисия, государство Агафокла было непрочным образованием. После смерти Агафокла неурядицы в царской семье, вторжение карфагенян и активизация завоевательной политики Рима в Южной Италии привели к распаду державы Агафокла. Многие города стали вновь независимыми, кое-где власть захватили тираны — например, в Катане утвердился тиран Ономакрит.

### Комментарии
1. ↑  Агафокл был первым правителем Сицилии, возложившим на себя титул царя (басилея). При этом он именовался не «царем Сицилии», а просто царём. Такой титул открывал возможность присоединения новых территорий по мере и в случае их завоевания[2]